# 紫云山水库
紫云山水库位于中国江西省丰城市鐵路鎮，距丰城市区50km。是一座以防洪、发电、灌溉、养殖为主要功能的大（二）型水库。1958年9月开始建设，1965年12月建成。建设时淹没耕地12600亩，迁移人口3413人。有1个主坝和6个副坝。